# Okręty podwodne typu Tench
Okręty podwodne typu Tench – amerykańskie okręty podwodne stanowiące ewolucyjną odmianę fleet boats typu Gato i Balao. W jednostkach tego typu wprowadzono ulepszenia układu napędowego, co zaowocowało znaczącą redukcją generowanego przez układ napędowy hałasu, oraz zmieniono układ zbiorników balastowych w przedziałach torpedowych, co pozwoliło także na powiększenie o cztery zapasu torped. Po powojennych modyfikacjach GUPPY, jednostki tego typu otrzymały bardziej opływowy kadłub i kiosk, baterie o zwiększonej pojemności, chrapy oraz ulepszony zestaw sensorów, co pozwoliło na prowadzenie dłuższych operacji podwodnych. Podstawowe uzbrojenie jednostek typu Tench stanowiło 28 torped wystrzeliwanych z 6 dziobowych oraz 4 wyrzutni rufowych kalibru 533 mm. Uzupełniały je dwa działa kalibru 127 mm oraz 2 działa 40 mm i 4 karabiny maszynowe. Według innych relacji jednak, uzbrojenie przeciwlotnicze stanowiło jedynie 1 działo 40 mm oraz 1 kalibru 20 mm.
Wstępne plany zakładały budowę 84 okrętów, ale 55 zostało anulowanych w 1944 i 1945 kiedy stwierdzono, że nie będą potrzebne w walkach z Japonią. Pozostałe 29 zostało włączonych do służby pomiędzy październikiem 1944 („Tench” (SS-417)) i lutym 1951 („Grenadier” (SS-525)).

## Opis konstrukcji
Na okrętach typu Tench rozpoczęto stosowanie bezpośredniego napędu wałów śrub (direct-drive) – na wcześniejszych typach okrętów każdy z dwóch wałów śrubowych napędzany był przez dwa wysokoobrotowe silniki elektryczne (produkcji firm Allis-Chalmers, Elliott, General Electric), sprzęgnięte z nim poprzez przekładnię mechaniczną (która redukowała prędkość obrotową z około 1300 do 280 obr./min). Na okrętach typu Tench zamiast dwóch par wysokoobrotowych silników elektrycznych zastosowano dwa wolnoobrotowe, dwuuzwojeniowe (double-armature) silniki elektryczne (produkowane przez firmy Westinghouse, Elliott oraz General Electric), z których każdy napędzał bezpośrednio wał śruby. Eliminacja przekładni mechanicznych zaowocowała redukcją hałasu generowanego przez układ napędowy. Ponieważ przekładnie były stosunkowo wrażliwe na uszkodzenia spowodowane wybuchami bomb głębinowych, ich usunięcie zwiększyło także niezawodność układu napędowego.
Silniki elektryczne w trakcie marszu na powierzchni zasilane były przez cztery generatory napędzane dwusuwowymi silnikami wysokoprężnymi.
Rozwijały one wówczas moc prawie 2 MW (2700 hp) każdy, nadając okrętowi prędkość maksymalną równą 20,25 węzła.
W zanurzeniu silniki elektryczne zasilane były z dwóch baterii akumulatorów. Rozwijając moc 1,3 MW (1719 hp), nadawały okrętowi prędkość maksymalną równą 8,75 węzła.
Cztery generatory elektryczne (produkowane przez General Electric, Allis-Chalmers, Elliott oraz Westinghouse) posiadały moc wyjściową 1,1 MW każdy i napędzane były przez dwusuwowe silniki wysokoprężne Fairbanks-Morse 38D8-1/8 lub General-Motors GM 16-278A o mocy 1600 bhp.
Generatory ładowały także dwie baterie akumulatorów kwasowo-ołowiowych (składających się z 126 ogniw i pojemności 9300 Ah każda) typu Sargo. Baterie akumulatorów typu Sargo to modyfikacja standardowych baterii akumulatorów instalowanych na amerykańskich okrętach podwodnych przed rokiem 1939. W standardowych bateriach akumulatorów ogniwa umieszczone były w ebonitowych pojemnikach. Baterie akumulatorów typu Sargo zostały pierwszy raz użyte na okręcie USS Sargo (SS-188) i charakteryzowały się tym, że ogniwa umieszczone były w pojemnikach, których ścianki stanowiły dwie warstwy ebonitu, pomiędzy którymi znajdowała się warstwa kauczuku. Taka konstrukcja zmniejszała ryzyko wycieku kwasu siarkowego w przypadku pęknięcia obudowy ogniwa na skutek wstrząsów wywołanych wybuchami bomb głębinowych (wyciekający do wnętrza kadłuba i zbierający się w zęzach kwas siarkowy powodował korozję kadłuba, w kontakcie z wodą morską wytwarzał trujący chlor oraz powodował oparzenia chemiczne). Ponadto pojemność oraz napięcie baterii typu Sargo były nieznacznie większe niż standardowych baterii z uwagi na większą liczbę ogniw (126 ogniw zamiast 120, co skutkowało zwiększeniem napięcia z 250 do 270 V).
Innym istotnym udoskonaleniem była zmiana układu dziobowego i rufowego zbiornika balastowego. Na okrętach typu Balao, dziobowy (MBT No. 1) i rufowy (MBT No. 7) zbiornik balastowy znajdowały się odpowiednio w dolnej części dziobowego i rufowego przedziału torpedowego. Pokrywy tych zbiorników stanowiły pokłady w przedziałach torpedowych. Ponieważ umieszczenie w tym miejscu odwietrzników nie było możliwe, konstruktorzy umieścili w przedziałach torpedowych przewody odwietrzników, które prowadziły od pokryw zbiorników balastowych, przez górną cześć kadłuba sztywnego na zewnątrz okrętu, gdzie były zamykane odwietrznikami. Takie rozwiązanie umożliwiało odwietrzanie oraz szasowanie zbiorników, równocześnie jednak wprowadzało do wnętrza kadłuba rurociągi zawierające wodę pod ciśnieniem zewnętrznym. W przypadku uszkodzenia tych rurociągów przez wybuchy bomb głębinowych, wystąpiłby katastrofalny w skutkach i trudny do zatamowania przeciek do wnętrza kadłuba.
Aby usunąć tę wadę konstrukcyjną, zmieniono układ zbiorników balastowych. Dziobowy zbiornik balastowy przesunięto na zewnątrz kadłuba sztywnego – w kierunku dziobu okrętu, dzięki czemu mógł być odwietrzany bezpośrednio do wnętrza kadłuba lekkiego. Rufowy zbiornik balastowy – po przeprowadzeniu obliczeń dotyczących stateczności i wyporności kadłuba – okazał się zbędny i został przekształcony w zbiornik paliwa (dzięki czemu zasięg okrętu zwiększył się o 5000 Mm w porównaniu z okrętami typu Balao).
Dodatkowo – zmiany układu zbiorników balastowych w przedziałach torpedowych spowodowały zwiększenie dostępnej przestrzeni, a w konsekwencji powiększenie o cztery zapasu torped
Podstawowe uzbrojenie jednostek typu Tench stanowiło 28 torped (typu Mk 14 i Mk 18) wystrzeliwanych z 6 dziobowych oraz 4 rufowych wyrzutni torpedowych kalibru 533 mm. 10 torped przewożonych było w wyrzutniach torpedowych, 12 torped zapasowych znajdowało się w dziobowym, natomiast 6 kolejnych w rufowym przedziale torpedowym. Uzupełniały je dwa działa kalibru 127 mm oraz 2 działa 40 mm i 4 karabiny maszynowe. Według innych relacji jednak, uzbrojenie przeciwlotnicze stanowiło jedynie 1 działo 40 mm oraz 1 kalibru 20 mm.

## Charakterystyka ogólna
29 zbudowanych okrętów typu Tench powstało w trzech stoczniach: Portsmouth Naval Shipyard, Boston Navy Yard oraz Electric Boat Company. W zależności od stoczni oraz roku budowy, różni byli dostawcy głównych elementów układu napędowego.
| Nr kadłuba | Nazwa okrętu | Stocznia | Data rozpoczęcia budowy | Data wejścia do służby | Wyporność w zanurzeniu | Dostawca silników spalinowych | Dostawca silników elektrycznych | Dostawca baterii akumulatorów |
| ---------- | ------------ | -------- | ----------------------- | ---------------------- | ---------------------- | ----------------------------- | ------------------------------- | ----------------------------- |
| SS-417     | Tench        | PNY      | 1 kwietnia 1944         | 6 października 1944    | 2415                   | Fairbank-Morse                | General Electric                | Exide                         |
| SS-418     | Thornback    | PNY      | 5 kwietnia 1944         | 13 października 1944   | 2415                   | Fairbank-Morse                | General Electric                | Exide                         |
| SS-419     | Tigrone      | PNY      | 8 maja 1944             | 25 października 1944   | 2415                   | Fairbank-Morse                | General Electric                | Exide                         |
| SS-420     | Tirante      | PNY      | 28 kwietnia 1944        | 6 listopada 1944       | 2415                   | Fairbank-Morse                | General Electric                | Exide                         |
| SS-421     | Trutta       | PNY      | 22 maja 1944            | 16 listopada 1944      | 2415                   | Fairbank-Morse                | General Electric                | Exide                         |
| SS-422     | Toro         | PNY      | 27 maja 1944            | 8 grudnia 1944         | 2415                   | Fairbank-Morse                | General Electric                | Exide                         |
| SS-423     | Torsk        | PNY      | 7 czerwca 1944          | 16 grudnia 1944        | 2415                   | Fairbank-Morse                | General Electric                | Exide                         |
| SS-424     | Quillback    | PNY      | 27 czerwca 1944         | 29 grudnia 1944        | 2415                   | Fairbank-Morse                | General Electric                | Gould                         |
| SS-435     | Corsair      | EB       | 1 marca 1945            | 8 listopada 1946       | 2428                   | General Motors                | General Electric                | Exide                         |
| SS-475     | Argonaut     | PNY      | 28 czerwca 1944         | 15 stycznia 1945       | 2414                   | Fairbank-Morse                | Elliott                         | Gould                         |
| SS-476     | Runner       | PNY      | 10 lipca 1944           | 6 lutego 1945          | 2414                   | Fairbank-Morse                | Elliott                         | Gould                         |
| SS-477     | Conger       | PNY      | 11 lipca 1944           | 14 lutego 1945         | 2414                   | Fairbank-Morse                | Elliott                         | Exide                         |
| SS-478     | Cutlass      | PNY      | 22 lipca 1944           | 17 marca 1945          | 2414                   | Fairbank-Morse                | Elliott                         | Gould                         |
| SS-479     | Diablo       | PNY      | 11 sierpnia 1944        | 31 marca 1945          | 2414                   | Fairbank-Morse                | Elliott                         | Exide                         |
| SS-480     | Medregal     | PNY      | 21 sierpnia 1944        | 14 kwietnia 1945       | 2414                   | Fairbank-Morse                | Elliott                         | Gould                         |
| SS-481     | Requin       | PNY      | 24 sierpnia 1944        | 28 kwietnia 1945       | 2414                   | Fairbank-Morse                | Elliott                         | Gould                         |
| SS-482     | Irex         | PNY      | 2 października 1944     | 14 maja 1945           | 2414                   | Fairbank-Morse                | Elliott                         | Gould                         |
| SS-483     | Sea Leopard  | PNY      | 7 listopada 1944        | 11 czerwca 1945        | 2414                   | Fairbank-Morse                | Elliott                         | Gould                         |
| SS-484     | Odax         | PNY      | 4 grudnia 1944          | 11 lipca 1945          | 2414                   | Fairbank-Morse                | Elliott                         | Exide                         |
| SS-485     | Sirago       | PNY      | 3 stycznia 1945         | 13 sierpnia 1945       | 2414                   | Fairbank-Morse                | Elliott                         | Gould                         |
| SS-486     | Pomodon      | PNY      | 29 stycznia 1945        | 11 września 1945       | 2414                   | Fairbank-Morse                | Elliott                         | Exide                         |
| SS-487     | Remora       | PNY      | 5 marca 1945            | 3 stycznia 1946        | 2414                   | Fairbank-Morse                | Elliott                         | Exide                         |
| SS-488     | Sarda        | PNY      | 12 kwietnia 1945        | 19 kwietnia 1946       | 2414                   | Fairbank-Morse                | Elliott                         | Gould                         |
| SS-489     | Spinax       | PNY      | 14 maja 1945            | 20 września 1946       | 2414                   | Fairbank-Morse                | Elliott                         | Exide                         |
| SS-490     | Volador      | PNY      | 15 czerwca 1945         | 1 października 1948    | 2414                   | Fairbank-Morse                | Elliott                         | Exide                         |
| SS-522     | Amberjack    | BNY      | 8 lutego 1944           | 4 marca 1946           | 2414                   | Fairbank-Morse                | Westinghouse                    | Exide                         |
| SS-523     | Grampus      | BNY      | 8 lutego 1944           | 26 października 1949   | 2414                   | Fairbank-Morse                | Westinghouse                    | Exide                         |
| SS-524     | Pickerel     | PNY      | 8 lutego 1944           | 4 kwietnia 1949        | 2414                   | Fairbank-Morse                | Westinghouse                    | Exide                         |
| SS-525     | Grenadier    | BNY      | 8 lutego 1944           | 10 lutego 1951         | 2414                   | Fairbank-Morse                | Westinghouse                    | Exide                         |

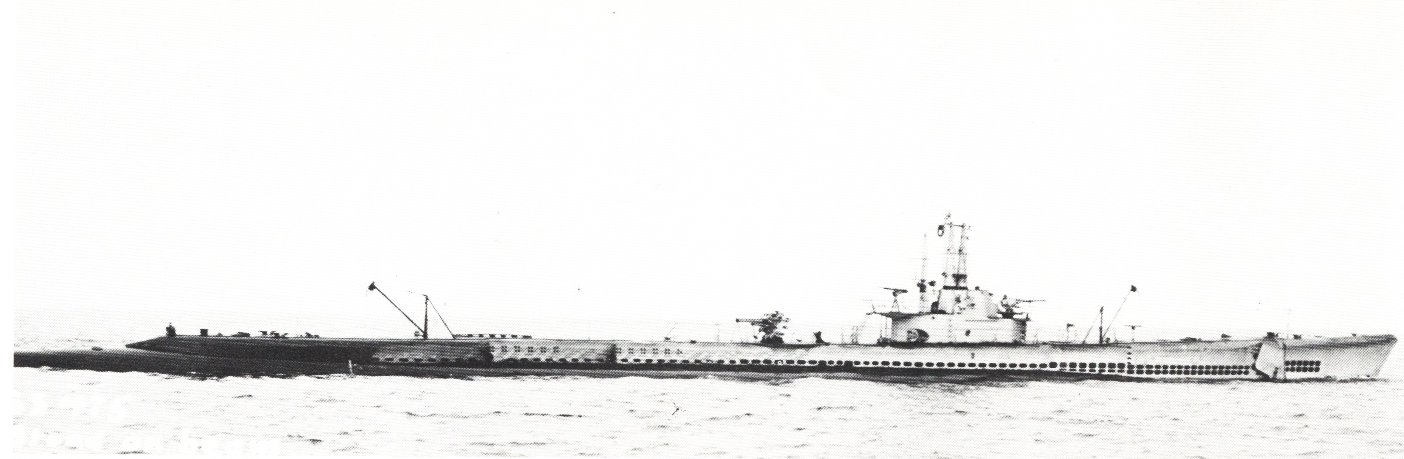
Argonaut (SS-475) – okręt podwodny typu Tench (maj 1945 roku).

Okręty typu Tench były konstrukcji dwukadłubowej, o wyporności 1570 długich ton na powierzchni oraz 2414 – 2428 długich ton w zanurzeniu. Długość kadłuba wynosiła 95 m, jego największa szerokość równa była 8,3 m.
Kadłub sztywny podzielony był na osiem przedziałów, rozdzielonych grodziami ciśnieniowymi. Poszczególne przedziały podzielone były natomiast pokładem na część górną i dolną, tworząc przestrzeń w której znajdowało się wyposażenie oraz pomieszczenia załogi. Dziewiąty przedział – kiosk – umieszczony był nad centralą.
Konstrukcja okrętów typu Tench była bardzo podobna do konstrukcji okrętów typu Balao. Główne różnice konstrukcyjne – zmiana układu zbiorników balastowych w dziobowym i rufowym przedziale torpedowym oraz modyfikacja układu napędowego – zostały opisane powyżej. O pozostałych różnicach w stosunku do okrętów typu Balao wspomniano w poniższym opisie.
Patrząc od dziobu, kolejne przedziały okrętu to:
- dziobowy przedział torpedowy, w którym znajdowały się wyrzutnie torpedowe, torpedy zapasowe oraz koje załogi. W dolnej, tylnej części przedziału znajdowały się trzy przetworniki elektroakustyczne aktywnego sonaru typu WCA[18][19]. Natomiast w tylnej, górnej części przedziału znajdował się mechanizm obrotu przetwornika sonaru pasywnego typu JT[20][21].
- dziobowy przedział akumulatorów – w dolnej części przedziału znajdowała się jedna z dwóch baterii akumulatorów. W przedniej i tylnej części baterii akumulatorów znajdowały się po dwa zbiorniki wodny pitnej (na okrętach typu Balao, dwa zbiorniki wody pitnej znajdowały się jedynie w przedniej części przedziału). W górnej części przedziału akumulatorów znajdowały się kwatery oficerów i podoficerów.
- centrala okrętu – tutaj mieściły się m.in. stanowisko sterów głębokości, stanowisko steru kierunku, rozdzielacze szasu zbiorników balastowych, panele sterujące odwietrzników, systemy komunikacji wewnętrznej, żyrokompas. W tylnej części centrali, na bakburcie znajdowała się kabina radiowa. Przednią połowę dolnej części centrali zajmował magazyn amunicji do działa pokładowego. Pozostała część stanowiła pomieszczenie pomp, w której mieściły się pompy: trymowa oraz instalacji hydraulicznej. Tutaj także zainstalowane były rotacyjne przetwornice maszynowe, klimatyzatory oraz sprężarka chłodni (na okrętach typu Balao całą przestrzeń pod centralą zajmowało pomieszczenie pomp – na okrętach typu Tench redukcję przestrzeni udało się uzyskać dzięki przeniesieniu: dwóch sprężarek powietrza do przedniego przedziału silników spalinowych, pompy zęzowej do przedziału silników elektrycznych oraz dwóch zbiorników wody pitnej znajdujących się w tylnej części przedziału do dziobowego przedziału akumulatorów).
- bezpośrednio nad centralą znajdował się kiosk, gdzie zainstalowano peryskopy, konsole sonaru WCA oraz JT, radar, kalkulator torpedowy oraz stanowisko steru kierunku.
- rufowy przedział akumulatorów – większą część dolnej części przedziału zajmowała się druga bateria akumulatorów. Natomiast pozostałą przestrzeń (z przodu przedziału) zajmowały chłodnia oraz magazyny żywności (na okrętach typu Balao, część magazynu żywności zajęta była przez magazyn amunicji do działa pokładowego). W górnej części znajdowała się mesa, kambuz oraz koje załogi.
- przedni przedział silników spalinowych – znajdowały się tutaj dwa generatory elektryczne napędzane silnikami spalinowymi, dwie sprężarki powietrza oraz destylatory wody morskiej.
- tylny przedział silników spalinowych – zainstalowane tutaj były dwa generatory elektryczne napędzane silnikami spalinowymi, ponadto znajdował się tutaj także silnik spalinowy (typu General Motors 8-268 na Corsair (SS-435), Fairbanks-Morse 38E 5 1/4 na wszystkich pozostałych okrętach[22][f]) napędzający pomocniczy generator elektryczny o mocy 300 kW.
- przedział silników elektrycznych – w górnej części zainstalowane były główne tablice rozdzielcze, umożliwiające sterowanie silnikami elektrycznymi oraz kontrolowanie procesu ładowania baterii akumulatorów. W dolnej części znajdowały się dwa silniki elektryczne, napędzające dwa wały napędowe.
- rufowy przedział torpedowy – znajdowały się tutaj cztery wyrzutnie torpedowe, torpedy zapasowe, a także koje załogi.

Przestrzeń pomiędzy kadłubem sztywnym i kadłubem lekkim wypełniały zbiorniki balastowe oraz zbiorniki paliwa. Dzięki przeorganizowaniu zbiorników, zapas paliwa (w porównaniu do typów Gato i Balao) wzrósł z 94 000 gal do 113 510 gal. Zasięg okrętu wzrósł do 16 000 nm przy prędkości 10 węzłów. Zasięg pływania w zanurzeniu: 48 godzin przy prędkości 2 węzłów (około 100 Mm). Głębokość zanurzenia testowego wynosiła 120 m. Załogę stanowiło 10 oficerów i 71 marynarzy.

## Służba w czasie drugiej wojny światowej
10 okrętów typu Tench weszło do służby z końcem 1944 roku, dzięki czemu zdążyły wziąć udział w walkach z Japonią. Były to „Tench” (SS-417), „Thornback” (SS-418), „Tigrone” (SS-419), „Tirante” (SS-420), „Trutta” (SS-421), „Toro” (SS-422), „Torsk” (SS-423), „Quillback” (SS-424), „Cutlass” (SS-478) i „Diablo” (SS-479).

## Powojenne modernizacje
Po zakończeniu II wojny światowej Stany Zjednoczone pozostały z flotą całkiem nowych okrętów podwodnych, stworzonych do zwycięstwa w konflikcie, który właśnie się zakończył. Niemiecka broń podwodna w reakcji na rozwój alianckich środków zwalczania okrętów podwodnych dokonała znaczących usprawnień. Wiele nowych typów U-Bootów w różnych stadiach ukończenia weszło w posiadanie Związku Radzieckiego, gdy Armia Czerwona zajęła niemieckie stocznie i bazy Kriegsmarine. Przewidywano, że poniemieckie U-Booty typu XXI i typu XVII zdolne do osiągania wysokiej prędkości w zanurzeniu oraz nowe okręty zbudowane na podstawie niemieckich konstrukcji i doświadczeń, po wcieleniu do służby w marynarce ZSRR będą sprawiały znaczne problemy amerykańskim siłom ZOP. Dlatego pilnym zadaniem było usprawnienie sił ZOP oraz dostarczenie szybkich okrętów podwodnych, które mogłyby służyć jako cele ćwiczebne dla operatorów sonarów. Dwa niemieckie U-Booty typu XXI: U-2513 i U-3008 zostały w roku 1946 wcielone do służby w amerykańskiej marynarce wojennej, gdzie ich konstrukcja i właściwości operacyjne zostały wszechstronnie przetestowane. Służyły one także jako cele podczas opracowywania nowej taktyki sił ZOP. Ponieważ były bardzo intensywnie eksploatowane, ich resurs (ograniczony głównie żywotnością baterii akumulatorów) szybko dobiegał końca (obydwa okręty zostały wycofane ze służby w połowie 1949 roku). Projektowanie i budowa nowych okrętów trwałaby zbyt długo (pierwsze nowe okręty typu Tang weszły do służby na początku lat 50.), jedynym sposobem pozyskania szybkich okrętów podwodnych pozostała więc modernizacja istniejących okrętów typu Gato, Balao i Tench, którą podjęto w ramach Greater Underwater Propulsion Power Program (GUPPY)..

### GUPPY I
Prace projektowe – które zlecono stoczni marynarki wojennej w Portsmouth – rozpoczęły się w połowie czerwca 1946 roku. Do modernizacji wyznaczono dwa okręty typu Tench: „Odax” (SS-484) i „Pomodon” (SS-486). Prace nad pierwszym okrętem prowadzone były w stoczni w Portsmouth, natomiast nad drugim – w stoczni Mare Island. Na podstawie prób ze zmodernizowanymi brytyjskimi okrętami typu S oraz doświadczeń z eksploatacji dwóch poniemieckich U-Bootów typu XXI uznano, że w celu zwiększenia prędkości podwodnej wystarczy zminimalizowanie oporu hydrodynamicznego kadłuba oraz zwiększenie mocy układu napędowego w zanurzeniu. Program przebudowy okrętów podwodnych został nazwany GUPPY (Greater Underwater Propulsion Power Program). Koszt przebudowy każdego z okrętów wynosił 2,5 miliona dolarów.

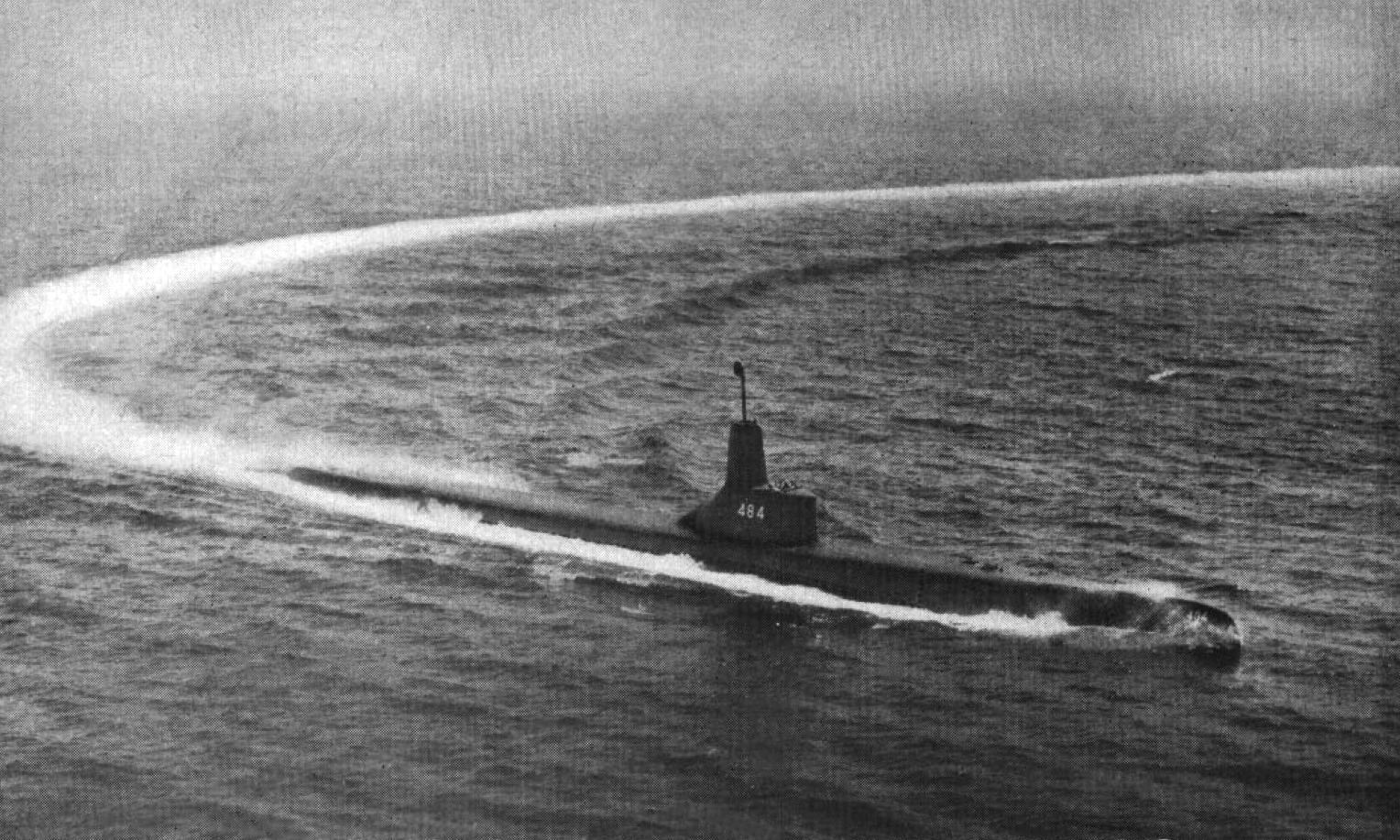
„Odax” (SS-484) po modernizacji GUPPY I (rok 1948).

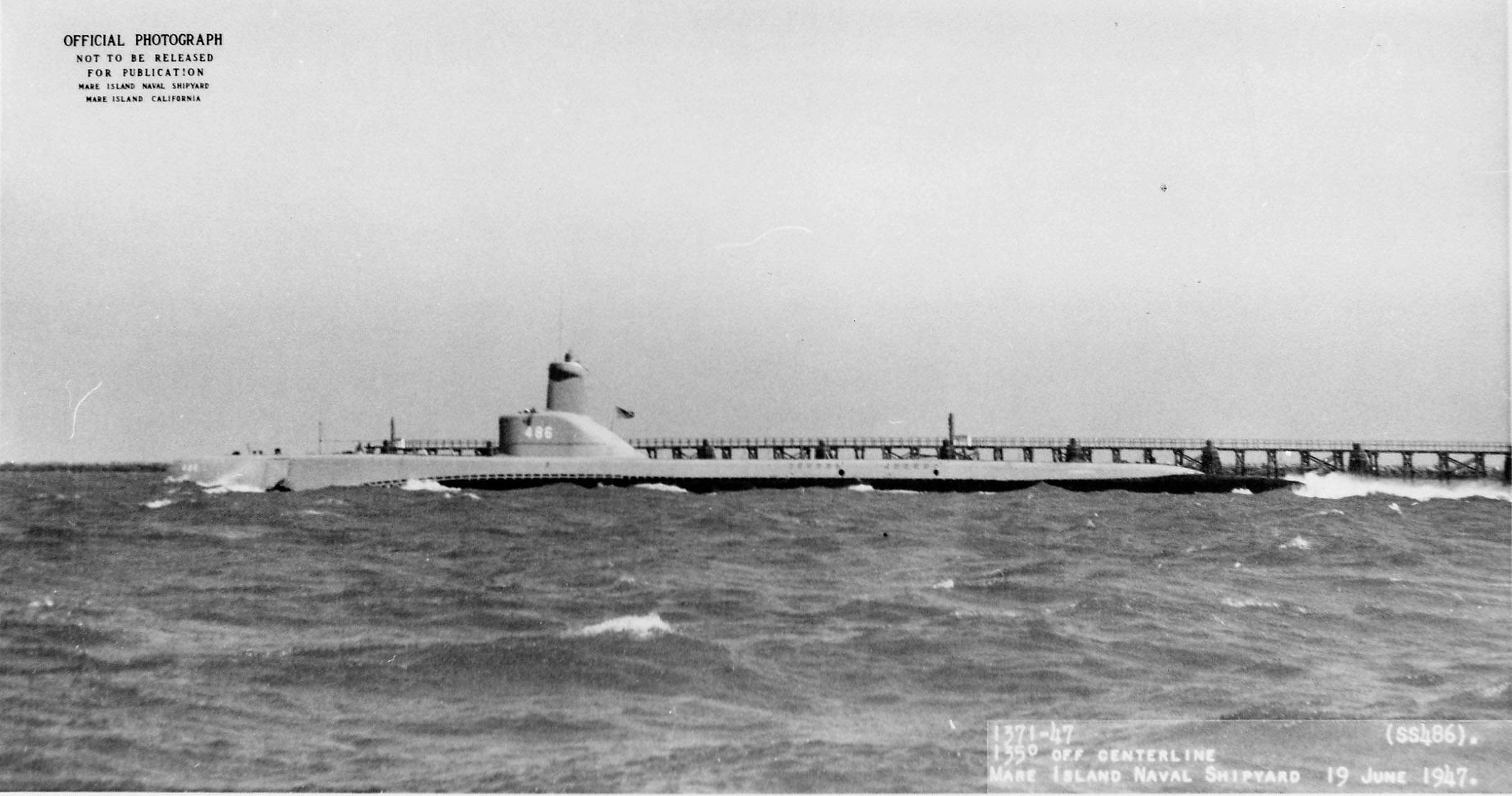
„Pomodon” (SS-486) po modernizacji GUPPY I (czerwiec 1947 roku).

Prace mające ograniczyć opór hydrodynamiczny kadłuba obejmowały: usunięcie działa pokładowego, relingów pomostu, przebudowę dziobu okrętu, który dotychczas miał kształt litery V (typu fleet boat bow), na bardziej zaokrąglony (typu GUPPY bow). Szeroki, drewniany pokład znajdujący się na wierzchu kadłuba lekkiego został usunięty. Większość urządzeń podnośnych na pomoście zostało usuniętych (w tym przedni peryskop) – pozostawiono jedynie tylny peryskop oraz maszt anteny radaru typu SV. Kiosk wraz z anteną radaru oraz peryskopem został osłonięty opływową obudową (z charakterystycznym wybrzuszeniem na samej górze, gdzie chowany był reflektor opuszczonej anteny radarowej). W efekcie zmniejszenia oporu hydrodynamicznego okazało się, że zmodernizowany okręt poruszający się w zanurzeniu z prędkością 8-10 węzłów wymaga około dwa razy mniej mocy niż przed modernizacją. Dodatkowo okazało się, że bardziej opływowy kadłub zmniejszył zasięg wykrycia nieprzyjacielskim sonarem aktywnym o około 10%.
Prace związane ze zwiększeniem mocy układu napędowego w zanurzeniu skupiły się na powiększeniu pojemności baterii akumulatorów. Okręty typu Tench napędzane były dwoma silnikami elektrycznymi o mocy 2 MW każdy. W trakcie pływania na powierzchni, silniki te zasilane były przez cztery generatory o mocy 1,1 MW każdy. Każdy z dwóch silników elektrycznych rozwijał pełną moc 2 MW tylko wtedy, gdy zasilany był przez dwa generatory elektryczne, z których każdy dostarczał 2650 A prądu pod napięciem 415 V. Płynąc w zanurzeniu, silniki elektryczne zasilane były z dwóch baterii akumulatorów, o średnim napięciu 270 V każda. Silniki mogły być zasilane z pojedynczej baterii lub z dwóch baterii połączonych równolegle. Oznaczało to, że każdy z silników mógł rozwinąć moc maksymalną o wartości około 1,3 MW (zakładając, że silnik pobierał prąd o wartości około 5000 A przy napięciu 270 V). Zwiększenie mocy silników napędowych możliwe było tylko poprzez zwiększenie napięcia zasilającego. Połączenie szeregowe istniejących baterii akumulatorów nie wchodziło w grę, ponieważ prowadziło to do niemal dwukrotnego spadku godzinnego prądu rozładowania, a więc w efekcie moc (jako iloczyn wartości napięcia i natężenia prądu) wzrastała niewiele.
Rozwiązaniem było podwojenie liczby baterii akumulatorów. Ponieważ na okrętach typu Gato, Balao i Tench nie było wystarczająco dużo miejsca aby zainstalować dodatkowe dwie baterie akumulatorów typu Sargo, opracowane zostały nowe baterie typu GUPPY. Nowe baterie również zbudowane były z 126 ogniw. Pojedyncze ogniwo typu GUPPY było nieco mniejsze niż ogniwo typu Sargo – przy masie równej 60% masy ogniwa typu Sargo posiadało 90% jego pojemności elektrycznej.
|           | Sargo  | GUPPY  |
| --------- | ------ | ------ |
| Wysokość  | 137 cm | 116 cm |
| Szerokość | 53 cm  | 45 cm  |
| Długość   | 38 cm  | 35 cm  |
| Masa      | 748 kg | 457 kg |

Mając do dyspozycji mniejsze i lżejsze ogniwa o zbliżonej pojemności elektrycznej, po niewielkiej rearanżacji wnętrza udało się umieścić cztery baterie (liczące po 126 ogniw każda) na pokładach okrętów typu Tench. Pierwszą baterię akumulatorów oraz 58 ogniw drugiej baterii (łącznie 184 ogniwa) umieszczono w dziobowym przedziale akumulatorów. Pozostałe 68 ogniw drugiej baterii umieszczono w pomieszczeniu byłego magazynu amunicji do działa pokładowego (mieszczącego się pod przednią częścią centrali). Trzecią i czwartą baterią akumulatorów umieszczono w rufowym przedziale akumulatorów, który został wydłużony w kierunku dziobu o przestrzeń zajmowaną przez chłodnię (która została przeniesiona poziom wyżej, do przedniej części pomieszczenia mieszkalnego załogi. W przedziale tym część koi została przeniesiona do dziobowego i rufowego przedziału torpedowego. Dodatkowe miejsce w tych przedziałach uzyskano poprzez rezygnację z czterech torped zapasowych).
Dwie baterie akumulatorów – pierwsza i druga – w dziobowym przedziale akumulatorów połączone były ze sobą równolegle. Podobnie były z bateriami – trzecią i czwartą – w przedziale rufowym. Natomiast obydwie pary baterii (dziobowa i rufowa) mogły być ze sobą łączone równolegle lub szeregowo, dostarczając prądu o (średnim) napięciu odpowiednio 270 V i 540 V. Przy połączeniu szeregowym umożliwiało to dostarczenie do silników elektrycznych większej mocy niż podczas zasilania ich z generatorów elektrycznych (moc dostarczana podczas zasilania z baterii typu GUPPY była około dwukrotnie większa niż moc dostarczana z baterii typu Sargo).
Baterie akumulatorów zbudowane z ogniw typu GUPPY wymagały intensywnej wentylacji (w celu usunięcia wodoru wytwarzanego podczas procesu ładowania). Aby zwiększyć wydajność i żywotność baterii, ogniwa zostały wyposażone w system chłodzenia oraz system mieszania elektrolitu. System chłodzenia służył do odprowadzenia ciepła generowanego podczas intensywnego ładowania i rozładowywania ogniw (co przekładało się także na zmniejszenie odparowywania elektrolitu). Wyprowadzenia elektrod każdego ogniwa miały wewnątrz kanały, przez które przepływała woda chłodząca. System mieszania elektrolitu miał za zadanie zapobiegać tworzeniu się warstw elektrolitu o różnej gęstości (elektrolit jako roztwór kwasu w wodzie miał tendencję do rozwarstwiania się, gdy posiadający większą gęstość kwas siarkowy koncentrował się w dolnej części ogniwa). Ogniwo wypełnione elektrolitem posiadającym taką niejednorodną strukturę charakteryzuje się mniejszą pojemnością. System mieszania elektrolitu miał zapobiegać temu zjawisku. Na dno każdego ogniwa doprowadzane było sprężone powietrze, które unosząc się do góry powodowało mieszanie elektrolitu i zapobiegało jego rozwarstwianiu.
Aby usuwać zwiększone ilości ciepła generowane podczas intensywnego ładowania oraz rozładowywania baterii akumulatorów GUPPY, na pokładzie okrętów – w miejsce pomocniczego silnika napędzającego generator (znajdującego się w dolnej części tylnego przedziału silnikowego) – zainstalowano dodatkowy agregat klimatyzacyjny.
Część instalacji elektrycznej musiała zostać zmodernizowana – główne tablice rozdzielcze zostały zmodyfikowane tak, aby umożliwiać równoległe i szeregowe łączenie grup baterii akumulatorów (przed modernizacją dziobowa i rufowa bateria mogły być łączone jedynie równolegle). Dodatkowo należało podnieść poziom izolacji elektrycznej tych części instalacji, które były dostosowane do maksymalnego napięcia około 400 V (czyli maksymalnego napięcia równolegle połączonych baterii typu Sargo).
Wyniki pierwszych prób zmodernizowanych okrętów przeszły wszelkie oczekiwania. „Pomodon” osiągnął prędkość 17,9 węzła przy godzinnym prądzie rozładowania (18,2 węzła przy półgodzinnym). „Odax” był nawet nieco szybszy. Jednocześnie pojawiły się problemy ze statecznością tak szybko poruszającej się jednostki. Wykonując zwrot przy pełnym wychyleniu steru kierunku, okręt pochylał się do wewnątrz o 8 stopni (snap roll). Ponadto nagłe zwiększenie prędkości przy jednoczesnym wyłożeniu steru kierunku powodowało znaczne zwiększenie trymu na rufę (stern dipping). Były to efekty hydrodynamiczne będące rezultatem połączenia wysokiej prędkości oraz znacznej powierzchni opływowej obudowy kiosku (sail), który generował znaczne siły hydrodynamiczne podczas wykonywania zwrotów w płaszczyźnie poziomej. Duża prędkość podwodna zwiększała dynamikę wszystkich manewrów – przy prędkości 11 węzłów przegłębienie o wartości 10 stopni na dziób powodowało, że połowa głębokości testowej (200 stóp) osiągana była w ciągu zaledwie jednej minuty. Dlatego sterowanie głębokościowe w czasie poruszania się z dużą prędkością wymagało dużej uwagi i było wyczerpujące – sternicy głębokości musieli zmieniać się co 30 minut.
Program przebudowy okrętów „Pomodon” i „Odax” nazwany został GUPPY I.

### GUPPY II
Program GUPPY I nie objęł instalacji chrap – urządzenie to nie było jeszcze gotowe do wprowadzenia do służby, a nie chciano zwlekać z przeprowadzeniem pierwszych prób z użyciem zmodernizowanych okrętów. Problemy z wdrożeniem chrapów do służby wynikały z tego, że na amerykańskich okrętach instalowane były dwusuwowe silniki wysokoprężne (w przeciwieństwie do silników czterosuwowych, używanych przez Niemców). Silniki dwusuwowe wymagają większej ilości powietrza w jednostce czasu niż silniki czterosuwowe i są dużo bardziej wrażliwe na nierównomierności w jego dostarczaniu, a okręt podwodny idący pod chrapami jest wyjątkowo narażony na przerwy w dopływie powietrza (zalewanie głowicy chrap przez fale). Dodatkowo sprężarki (typu Rootsa) doładowujące silniki spalinowe na amerykańskich okrętach przy nagłych spadkach ciśnienia wewnątrz okrętu (wynikających z odcięcia dopływu powietrza przez zawór głowicy chrap) wykazywały tendencję do przegrzewania się. Na skutek rozszerzalności cieplnej, wirujące tłoki sprężarki zaczynały o siebie ocierać, co prowadziło do zacierania sprężarek oraz uszkodzeń ich napędów. Dlatego sprężarki musiały zostać przeprojektowane celem zwiększenia odstępu pomiędzy tłokami. Amerykanie – w przeciwieństwie do Niemców, którzy umieścili w głowicy chrapów zawór pływakowy – zastosowali zawór uruchamiany pneumatycznie, sterowany sygnałem elektrycznym (na szczycie masztu chrap umieszczone były elektrody, które – w momencie zalania masztu przez falę lub też zanurzenia pod powierzchnię wody – zwierały obwód, który sterował siłownikiem pneumatycznym zamykającym zawór głowicy chrap). Maszt chrap był teleskopowy – podobnie jak użyty na niemieckim okręcie podwodnym typu XXI.
Pierwsze, prototypowe chrapy zostały zainstalowane na okręcie Irex (SS-482) w 1947 roku. Konstrukcja ta była jeszcze wielokrotnie modyfikowana i ulepszana, zanim otrzymano urządzenie nadające się do wdrożenia do służby.
Do kolejnego programu przebudowy okrętów – nazwanego GUPPY II – wyznaczono 24 okręty. Wśród nich było 11 okrętów typu Tench. Zakres przebudowy obejmował zakres prac przewidzianych programem GUPPY I oraz dodatkowo instalację chrap.
| Nr kadłuba | Nazwa okrętu | Stocznia | Data zakończenia przebudowy |
| ---------- | ------------ | -------- | --------------------------- |
| SS-478     | Cutlass      | PHI      | 1948                        |
| SS-483     | Sea Leopard  | PHI      | 1949                        |
| SS-484     | Odax         | PNY      | 1951                        |
| SS-485     | Sirago       | PHI      | 1949                        |
| SS-486     | Pomodon      | MI       | 1951                        |
| SS-487     | Remora       | MI       | 1947                        |
| SS-490     | Volador      | PNY      | 1948                        |
| SS-522     | Amberjack    | PNY      | 1947                        |
| SS-523     | Grampus      | BNY      | 1950                        |
| SS-524     | Pickerel     | PNY      | 1949                        |
| SS-525     | Grenadier    | BNY      | 1951                        |

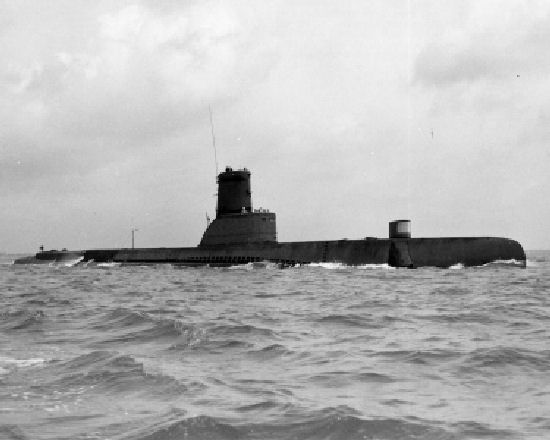
Sea Leopard (SS-483) po modernizacji GUPPY II (30 maja 1950). Widoczny jest charakterystyczny kształt kiosku typu Portsmouth. Przed kioskiem, na górnym pokładzie, widoczna jest osłona sonaru WFA.

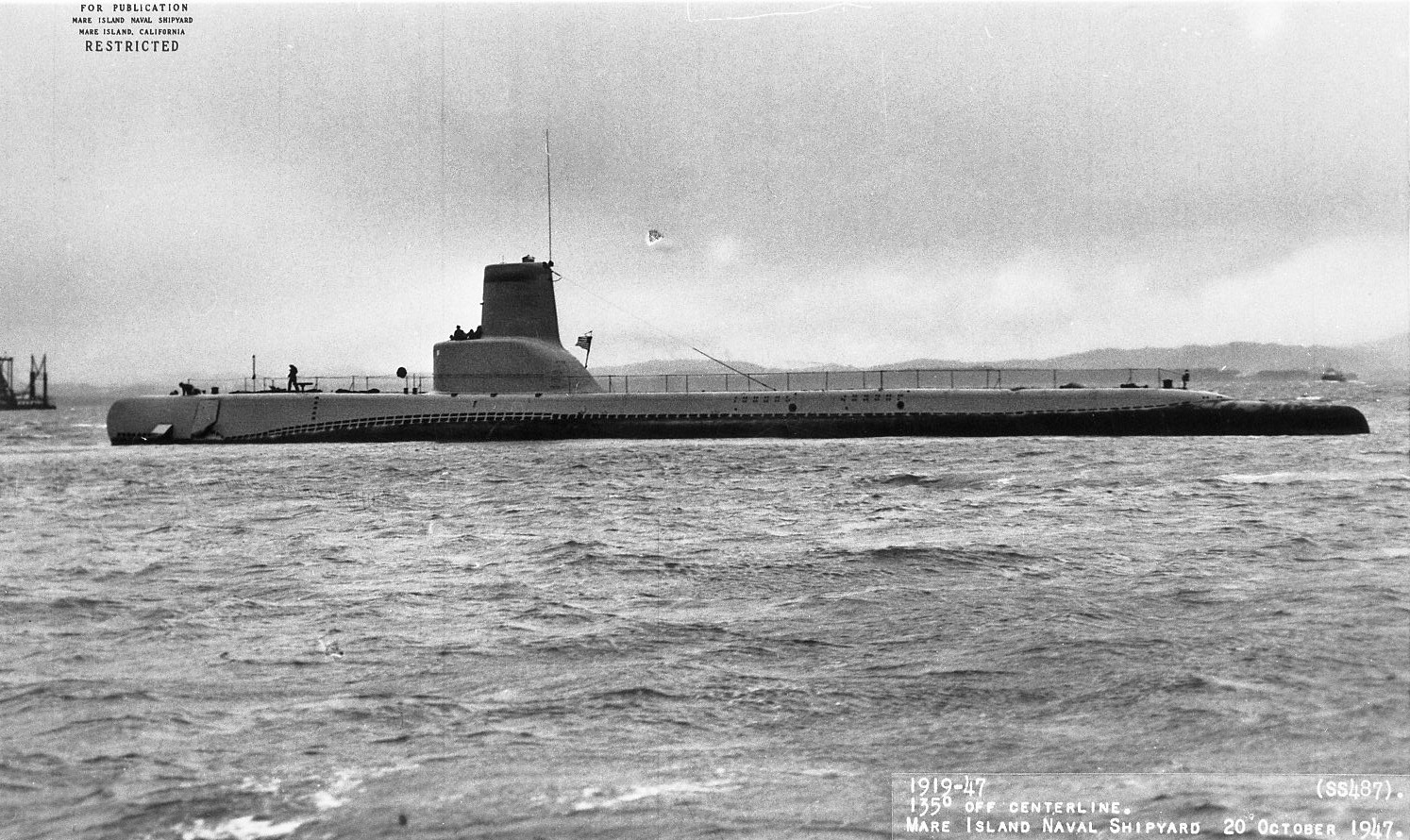
Remora (SS-487) po modernizacji GUPPY II (20 października 1947). Widoczny jest charakterystyczny kształt kiosku typu Portsmouth.

Teleskopowe maszty chrap zostały umieszczone za peryskopami oraz masztem radaru. W przeciwieństwie do modernizacji GUPPY I, podczas przebudowy GUPPY II zachowano obydwa peryskopy. Opływowa obudowa kiosku, peryskopów i masztu radaru została poszerzona i przedłużona w kierunku rufy, tak aby objęła także maszty chrap. Zwiększyło to nieco opór hydrodynamiczny okrętu – moc wymagana do napędu okrętów wzrosła o 10%. Wszystkie okręty typu Tench zmodernizowane w ramach programu GUPPY II otrzymały kiosk typu Portsmouth (charakteryzujący się węższym szczytem, zaokrągloną krawędzią spływu, prostokątnymi oknami i ostrzejszym, niższym przednim brzegiem).
Zmodernizowane okręty otrzymały sonar aktywny typu WFA (zamiast przestarzałego WCA). Ponieważ osprzęt elektroniczny sonaru WFA zajmował więcej miejsca niż sonar WCA, w tylnej części dziobowego przedziału torpedowego, na bakburcie, wydzielono przedział sonarowy, w którym zainstalowano niezbędne wyposażenie. Z tego powodu, na bakburcie dziobowego przedziału torpedowego nie można było już przechowywać zapasowych torped typu Mk 14 i Mk 18. W pozostałej do dyspozycji przestrzeni przechowywano torpedy o mniejszej długości: Mk 27, Mk 33, Mk 37 i Mk 39. Jako sonaru pasywnego nadal używano sonaru typu JT. Standardowy system kierowania ogniem torpedowym TDC Mk 4 z okresu wojny został zastąpiony systemem TDC Mk 106.
Koszt pełnej modernizacji okrętu wynosił 9,2 miliona dolarów.

### GUPPY IA

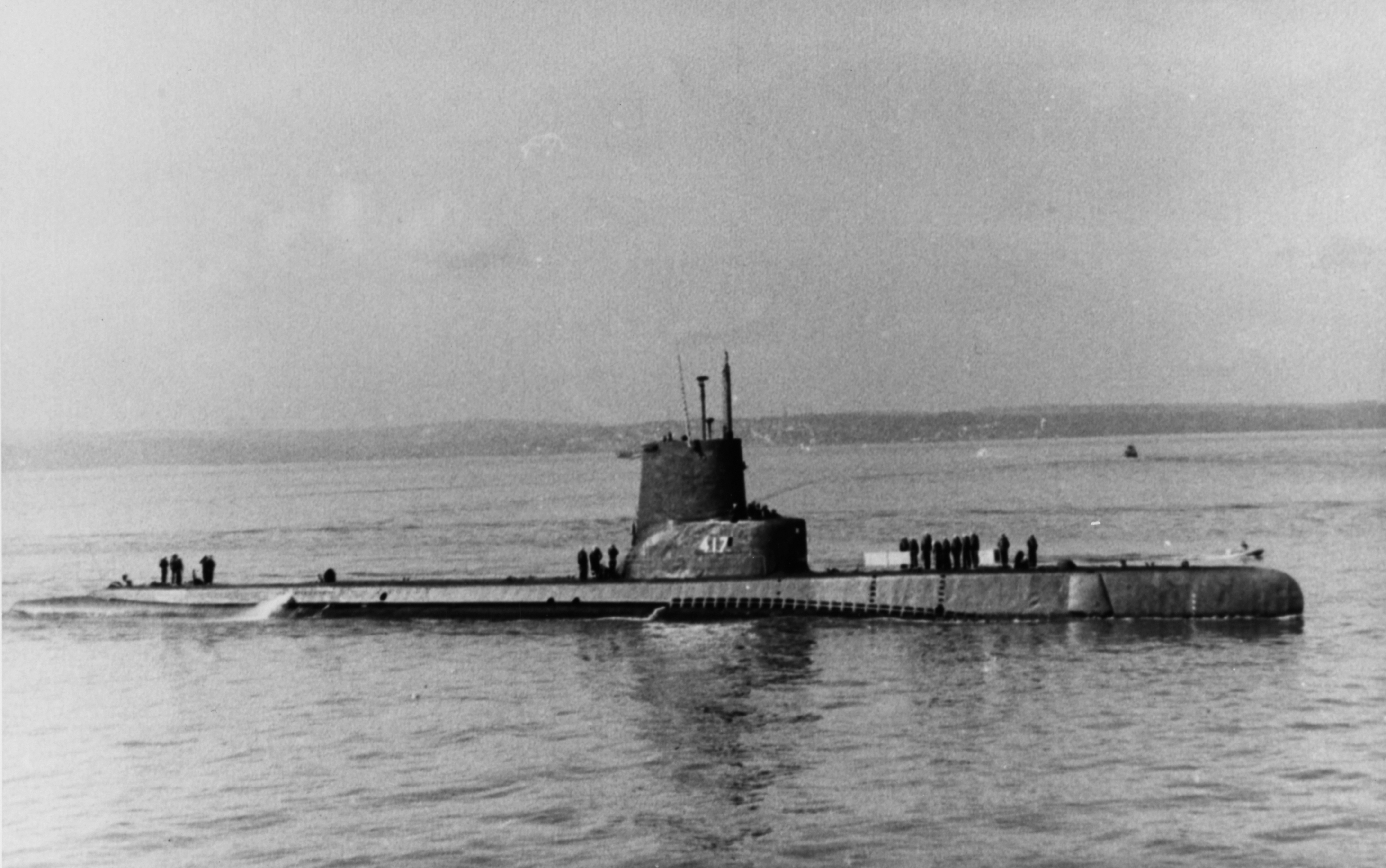
„Tench” (SS-417) po modernizacji GUPPY IA. Widoczny jest charakterystyczny kształt kiosku typu Portsmouth. Przed kioskiem, na górnym pokładzie, widoczna jest osłona sonaru WFA.

Modernizacje GUPPY I i GUPPY II były kosztowne ze względu na nowe baterie akumulatorów typu GUPPY, które wymagały znacznych ilości ołowiu. Ponadto zagraniczne złoża ołowiu znalazły się poza strefą wpływów USA (na Bałkanach) lub też w rejonach niestabilnych politycznie (Birma). Dlatego US Navy postanowiła zarzucić program przebudowy oparty na zastąpieniu dwóch baterii akumulatorów typu Sargo czterema bateriami akumulatorów typu GUPPY. W 1951 roku zatwierdzono program modernizacji GUPPY IA, który opierał się na zastąpieniu dwóch baterii akumulatorów typu Sargo dwoma bateriami akumulatorów składających się z nowo opracowanych ogniw typu Sargo II. Ogniwa typu Sargo II miały takie same wymiary jak ogniwa typu Sargo, natomiast charakteryzowały się większą masą i pojemnością elektryczną. Wyposażone były także w systemy chłodzenia oraz mieszania elektrolitu. Dzięki takim samym wymiarom, baterie akumulatorów typu Sargo II mogły zostać zainstalowane w istniejących przedziałach akumulatorów okrętów. Nowe baterie akumulatorów umożliwiały osiągnięcie prędkości 15 węzłów w zanurzeniu (nominalna prędkość okrętów po modernizacji GUPPY II wynosiła 16,5 węzła). Pozostałe modyfikacje – przebudowa kadłuba w celu zmniejszenia oporu hydrodynamicznego, instalacja chrap – wyglądały podobnie jak w przypadku programu GUPPY II.
Ostatecznie do modernizacji wyznaczono 10 okrętów, w tym jeden okręt typu Tench. Był to „Tench” (SS-417), który został przebudowany w roku 1951 w stoczni w Portsmouth. Ponieważ nie było konieczne powiększanie przedziałów akumulatorów, magazyn amunicyjny pod przednią częścią centrali został przekształcony w przedział sonarowy, w którym umieszczony został osprzęt elektroniczny sonaru WFA. Nie było także potrzeby relokacji zamrażarek żywności, znajdujących się przed rufowym przedziałem akumulatorów. Podobnie jak na okrętach GUPPY II, pozostawiono sonar pasywny typu JT, natomiast system kierowania ogniem torpedowym TDC Mk 4 zastąpiono systemem TDC Mk 106.

### GUPPY IIA
W 1952 roku wyznaczono 16 okrętów podwodnych do modernizacji w ramach programu GUPPY IIA. Wśród nich były 4 okręty typu Tench.
| Nr kadłuba | Nazwa okrętu | Stocznia | Data zakończenia przebudowy |
| ---------- | ------------ | -------- | --------------------------- |
| SS-418     | "Thornback"  | CHAS     | 1953                        |
| SS-420     | "Tirante"    | PNY      | 1953                        |
| SS-421     | "Trutta"     | CHAS     | 1953                        |
| SS-424     | "Quillback"  | PNY      | 1953                        |

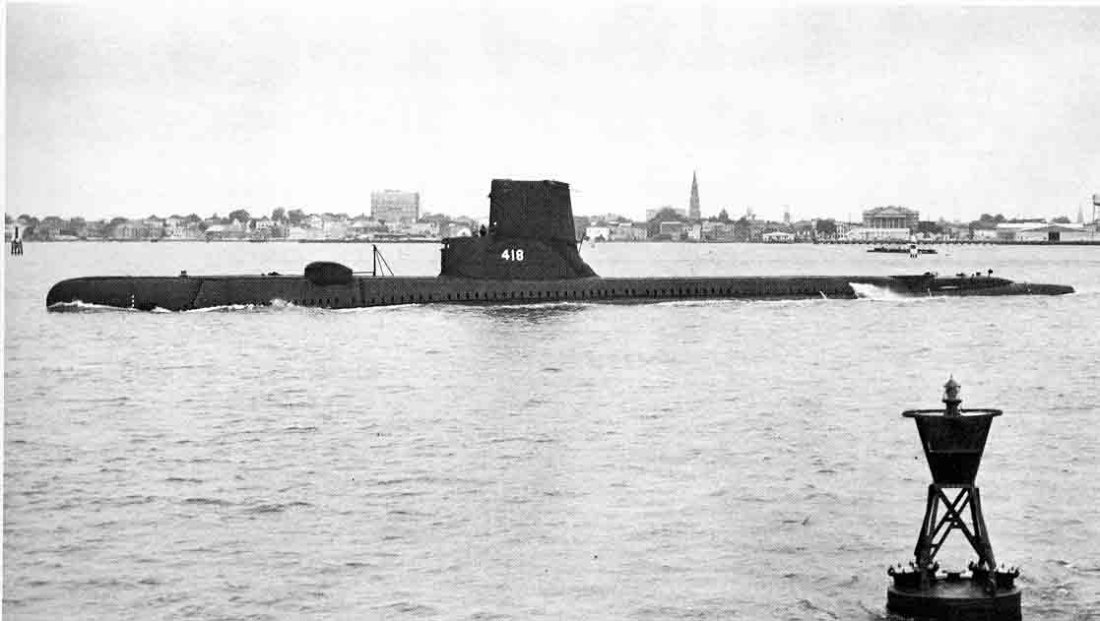
„Thornback” (SS-418) po modernizacji GUPPY IIA (1956).

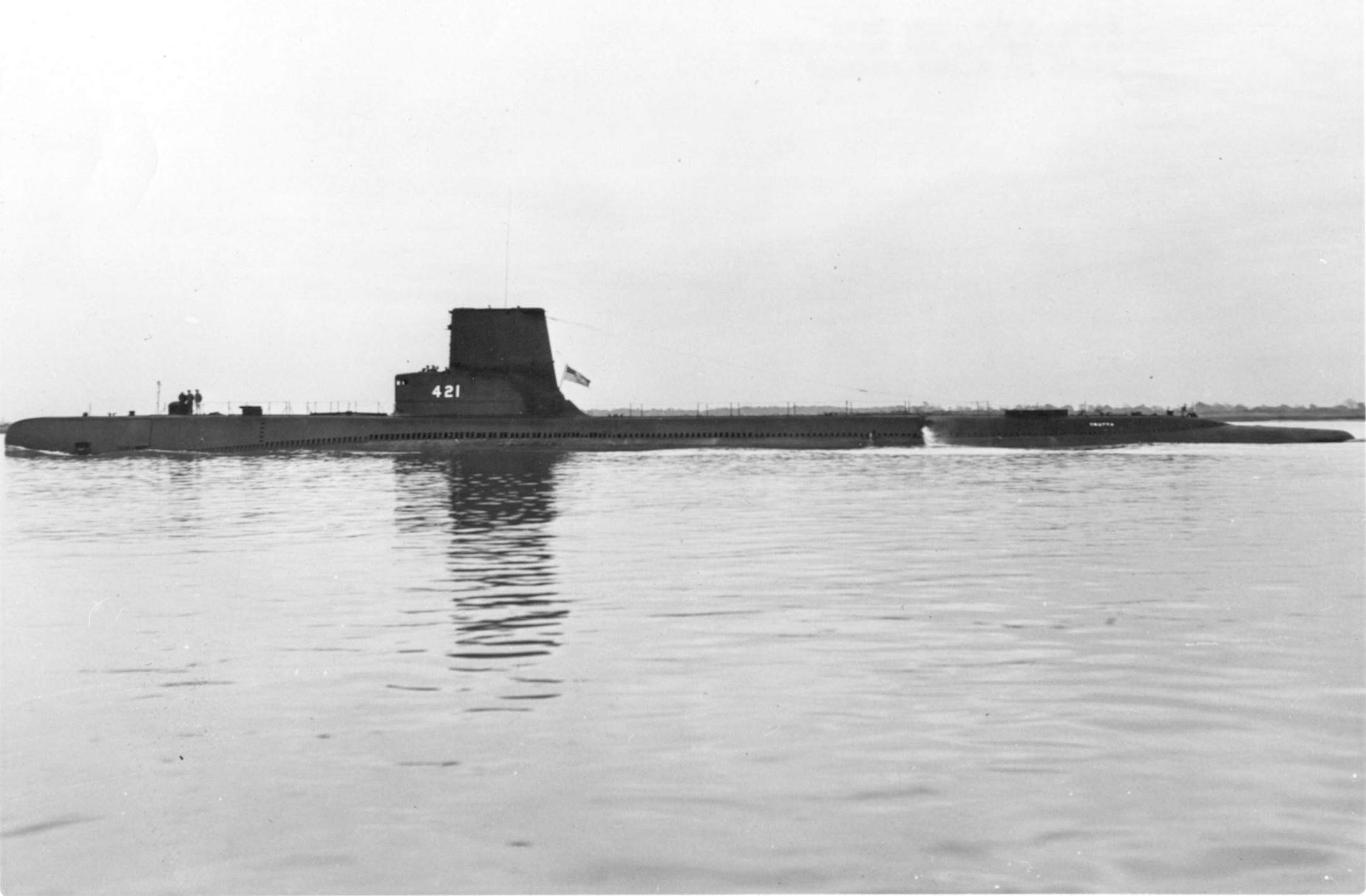
„Trutta” (SS-421) po modernizacji GUPPY IIA (27 stycznia 1955).

Zakres modernizacji był taki sam jak w przypadku programu GUPPY IA. Główną różnicą było usunięcie bakburtowego silnika w przednim przedziale silników spalinowych. W jego miejsce zainstalowano część wyposażenia z pomieszczenia pomp, znajdującego się pod tylną częścią centrali. Zmiana ta była podyktowana chęcią odsunięcia najbardziej hałaśliwych urządzeń (pompy trymowej, pomp hydraulicznych, agregatów klimatyzacyjnych i sprężarek chłodni) od znajdujących się na dziobie przetworników sonarowych. Ich miejsce w pomieszczeniu pomp zajęły elementy coraz bogatszego wyposażenia elektronicznego.
Usunięcie jednego silnika spalinowego spowodowało niewielkie zmniejszenie osiągów okrętów przebudowanych w ramach programu GUPPY IIA. Jednak w porównaniu z innymi konwersjami, były one nieco bardziej przestronne, co odbiło się pozytywnie na warunkach bytowania załogi.
Podobnie jak na okrętach GUPPY IA, pozostawiono sonar pasywny typu JT, zainstalowano sonar aktywny WFA, natomiast system kierowania ogniem torpedowym TDC Mk 4 zastąpiono systemem TDC Mk 106.

### Fleet Snorkel

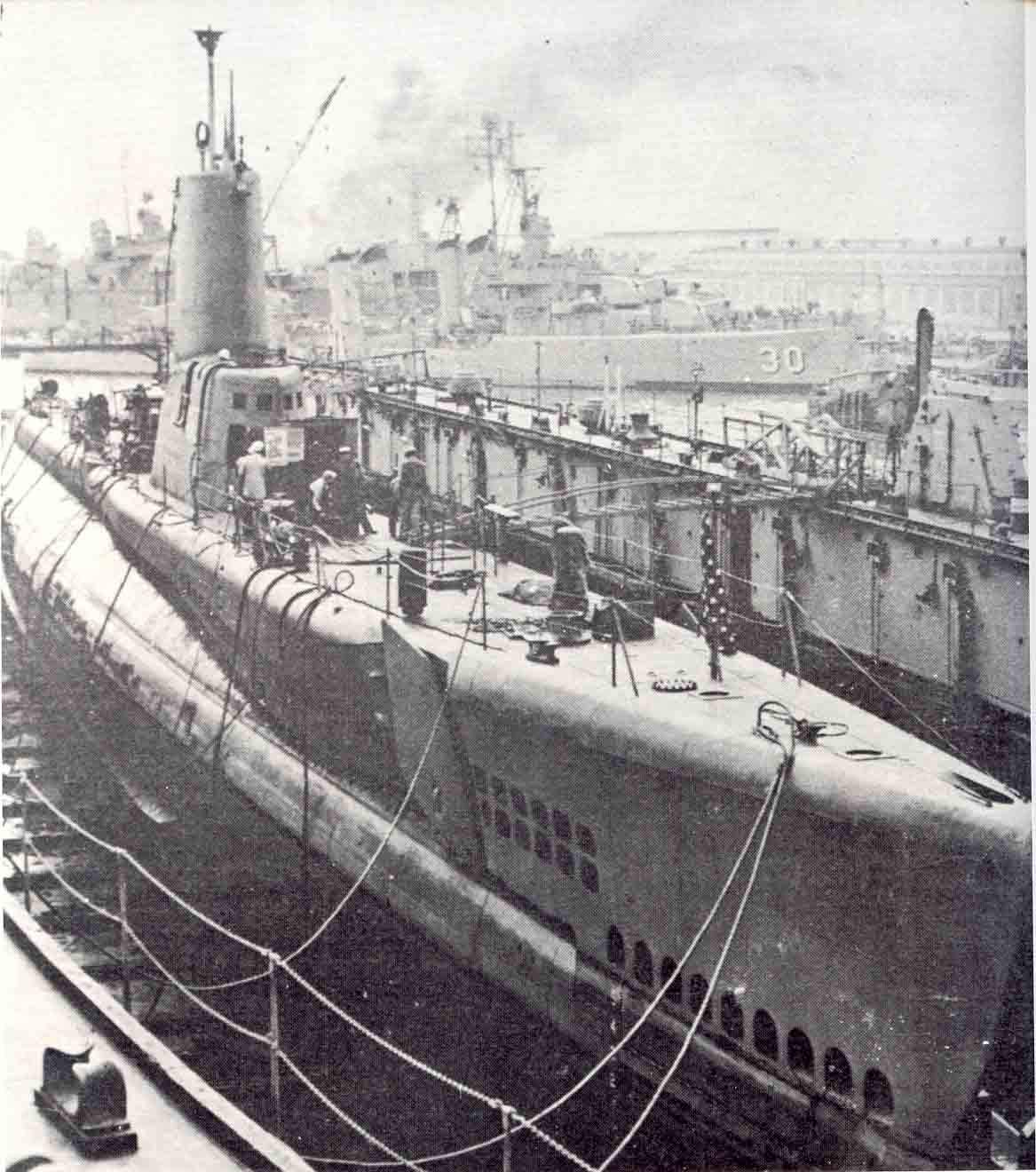
„Medregal” (SS-480) w trakcie modernizacji Fleet Snorkel (1952).

W czasie gdy prowadzone były programy przebudowy GUPPY II i GUPPY IA, okazało się, że nie będzie wystarczających funduszy aby zmodernizować wszystkie znajdujące się w służbie okręty podwodne. Dlatego w latach 1951 i 1952 wyznaczono 18 okrętów podwodnych do modernizacji w ramach programu o nazwie Fleet Snorkel. Projekt został opracowany przez stocznię w Portsmouth. Przebudowa miała obejmować jedynie instalację chrap, dodanie opływowej osłony kiosku oraz urządzeń podnośnych (masztów chrap, anten i peryskopów). Początkowo, na części przebudowanych okrętów zachowano działo pokładowe, jednak ostatecznie zostało ono usunięte. Kadłub okrętu nie był przebudowywany, zachowano charakterystyczny kształt dziobu (fleet boat bow). Baterie akumulatorów nie były wymieniane. Pomocniczy generator elektryczny oraz napędzający go silnik w tylnym przedziale silników spalinowych został zastąpiony dodatkowym agregatem klimatyzacyjnym. Wśród 18 okrętów przebudowanych w ramach programu Fleet Snorkel było 4 typu Tench (pozostałe – typ Balao). Wszystkie okręty były przebudowane na wzór okrętu „Irex”, na którym w roku 1947 zainstalowano pierwszy operacyjny model chrap.
| Nr kadłuba | Nazwa okrętu | Stocznia | Data zakończenia przebudowy |
| ---------- | ------------ | -------- | --------------------------- |
| SS-423     | "Torsk"      | PNY      | 1952                        |
| SS-470     | "Argonaut"   | PHI      | 1952                        |
| SS-476     | "Runner"     | CHAS     | 1952                        |
| SS-480     | "Medregal"   | CHAS     | 1952                        |
| SS-482     | "Irex"       | PNY      | 1947                        |

### GUPPY III

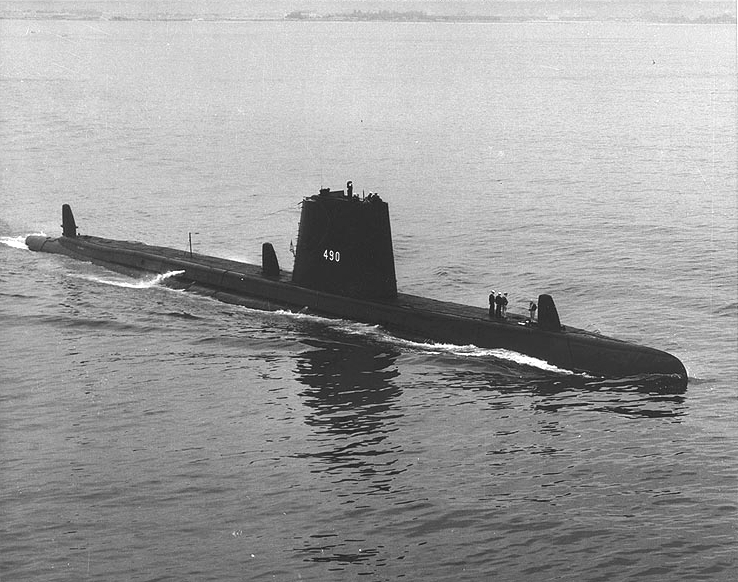
USS Volador (SS-490) po modernizacji GUPPY III. Widoczny jest charakterystyczna obudowa kiosku typu North-Atlantic Sail oraz trzy opływowe osłony sonaru BQG-4.

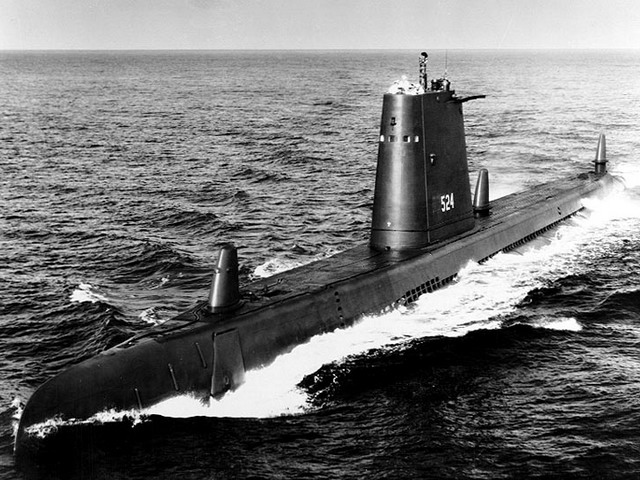
USS Pickerel (SS-524) po modernizacji GUPPY III. Widoczny jest charakterystyczna obudowa kiosku typu North-Atlantic Sail oraz trzy opływowe osłony sonaru BQG-4.

Pod koniec lat 50., okręty przebudowane do standardu GUPPY oraz Fleet Snorkel zaczęły się starzeć, jednak z powodu opóźnień w budowie nowych okrętów, nie było możliwości ich natychmiastowego zastąpienia. Dlatego w roku 1958, w ramach programu FRAM zdecydowano się po raz kolejny zmodernizować 35 okrętów podwodnych. Z powodu ograniczeń budżetowych liczba ta została zredukowana tylko do okrętów GUPPY II. Ostatecznie do modernizacji wybrano tylko 9 okrętów.
Program modernizacyjny otrzymał nazwę GUPPY III. Wśród 9 okrętów wybranych do modernizacji znalazły się trzy okręty typu Tench.
| Nr kadłuba | Nazwa okrętu | Stocznia | Data zakończenia przebudowy |
| ---------- | ------------ | -------- | --------------------------- |
| SS-487     | "Remora"     | Pearl    | 1962                        |
| SS-490     | "Volador"    | SF       | 1963                        |
| SS-524     | "Pickerel"   | Pearl    | 1962                        |

W ramach przebudowy kadłub okrętu wydłużono – pomiędzy centralę a dziobowy przedział akumulatorów wstawiono dodatkową sekcje o długości 15 stóp (około 460 cm). W nowej sekcji umieszczono pomieszczenie sonarowe, co pozwoliło zlikwidować kabinę sonarową w dziobowym przedziale torpedowym i zwiększyć zapas torped. W pomieszczeniu sonarowym znajdowały się konsolę sonaru pasywnego BQG-4 (PUFFS) i BQR-2 oraz sonaru aktywnego BQS-4A. Kiosk został wydłużony o pięć stóp (około 150 cm). W kiosku umieszczono m.in. konsolę radaru typu SS, system kierowania ogniem torpedowym Mk 106 wraz z konsolą Mk 66 służącą do kierowania sterowanych przewodowo torped typu Mk 48, wskaźniki azymutu i odległości sonaru aktywnego BQS-4A, plotter używany do analizy ruchu celu oraz wspomagania ataku przy użyciu sonaru pasywnego BQG-4, a także plotter automatyczny kursu własnego (używany do prowadzenia nawigacji zliczeniowej). System kierowania ogniem torpedowym umożliwiał wystrzelenie torped typu Mk 45 z głowicą nuklearną.
Charakterystyczna, metalowa osłona kiosku oraz urządzeń podnośnych typu Portsmouth została zastąpiona osłoną typu North-Atlantic Sail wykonaną z tworzywa sztucznego.
Główną wadą programów modernizacyjnych GUPPY było to, że niemożliwe było zwiększenie stosunkowo niewielkiej (w porównaniu do niemieckich okrętów) wartości zanurzenia testowego.

## Przekazanie do zagranicznych marynarek wojennych
Okręty typu Tench zaczęto wycofywać ze służby w amerykańskiej marynarce wojennej w 1963 roku.
14 z nich zostało przekazanych do zagranicznych marynarek wojennych:
- do tureckiej: „Thornback” (SS-418) i „Trutta” (SS-421)
- do greckiej: „Remora” (SS-487)
- do włoskiej: „Volador” (SS-490)(inne języki) i „Pickerel” (SS-524)(inne języki)
- do pakistańskiej: „Diablo” (SS-479)
- do kanadyjskiej: „Argonaut” (SS-475)
- do brazylijskiej: „Sea Leopard” (SS-483), „Odax” (SS-484), „Amberjack” (SS-522) i „Grampus” (SS-523)
- do wenezuelskiej: „Grenadier” (SS-525)
- do peruwiańskiej: „Tench” (SS-417)
- do tajwańskiej: „Cutlass” (SS-478)[59].

W roku 1963, „Diablo” (SS-479) został wydzierżawiony na cztery lata pakistańskiej marynarce wojennej, gdzie został przyjęty do służby 1 czerwca 1964 pod nazwą PNS Ghazi. Okręt wziął udział w drugiej i trzeciej wojnie indyjsko-pakistańskiej. W trakcie tego pierwszego konfliktu nie zatopiono żadnego celu (aczkolwiek 22 września, o godzinie 19.22 wystrzelono cztery torpedy). W trakcie drugiego konfliktu, w nocy z 3 na 4 grudnia 1971 roku, PNS Ghazi zatonął w Zatoce Bengalskiej, niedaleko Visakhapatnam. Tym samym PNS Ghazi (ex-Diablo) był ostatnim okrętem typu Tench, który wziął udział w działaniach wojennych i zarazem jedyną jednostką utraconą w ich trakcie.
Były „Cutlass” (SS-478) znajduje się w służbie Marynarki Wojennej Republiki Chińskiej pod nazwą Hai Shih do dzisiaj.

## Zachowane okręty
Trzy okręty typu Tench są dostępne do zwiedzania:
- „Requin” (SS-481) – w centrum nauki (Carnegie Science Center) na przedmieściach Pittsburgha
- „Torsk” (SS-423) – w Porcie Wewnętrznym w Baltimore
- TCG Uluçalireis (S 338) (były „Thornback” (SS-418)) – w Muzeum Przemysłu (Rahmi M. Koç Museum) w Stambule

## Okręty
| - „Tench” (SS-417) - „Thornback” (SS-418) - „Tigrone” (SS-419) - „Tirante” (SS-420) - „Trutta” (ex-„Tomatate”) (SS-421) - „Toro” (SS-422) - „Torsk” (SS-423) - „Quillback” (ex-„Trembler”) (SS-424) - „Unicorn” (SS-429) † - „Vendace” (SS-430) † - „Walrus” (SS-431) † - „Whitefish” (SS-432) † - „Whiting” (SS-433) † - „Wolffish” (SS-434) † - „Corsair” (SS-435) - „Unicorn” (SS-436) † - „Walrus” (SS-437) † - „Chicolar” (SS-464) † - „Argonaut” (SS-475) - „Runner” (SS-476) - „Conger” (SS-477) - „Cutlass” (SS-478) - „Diablo” (SS-479) - „Medregal” (SS-480) | - „Requin” (SS-481) - „Irex” (SS-482) - „Sea Leopard” (SS-483) - „Odax” (SS-484) - „Sirago” (SS-485) - „Pomodon” (SS-486) - „Remora” (SS-487) - „Sarda” (SS-488) - „Spinax” (SS-489) - „Volador” (SS-490) - „Pompano” (SS-491) † - „Grayling” (SS-492) † - „Needlefish” (SS-493) † - „Sculpin” (SS-494) † - „Wahoo” (SS-516) † - „Amberjack” (SS-522) - „Grampus” (SS-523) - „Pickerel” (SS-524) - „Grenadier” (SS-525) - „Dorado” (SS-526) † - „Comber” (SS-527) † - „Sea Panther” (SS-528) † - „Tiburon” (SS-529) † |
| † Te kadłuby zostały nazwane, ale budowa została przerwana przed przyjęciem do służby | |